# Hemisus brachydactylus
Espèce
Statut de conservation UICN

 DD  : Données insuffisantes
Hemisus brachydactylus est une espèce d'amphibiens de la famille des Hemisotidae.

## Répartition
Cette espèce est endémique de Tanzanie. Elle se rencontre dans les régions de Singida et de Dodoma.

## Publication originale
- Laurent, 1963 : Three New Species of the Genus Hemisus. Copeia, vol. 1963, no 2, p. 395-399.